# 臺灣遭害者之墓
臺灣遭害者之墓，是一座位於日本沖繩縣那霸市護國寺的墓碑，埋葬1871年12月八瑤灣事件於臺灣遇害的宮古島人。

## 沿革
1871年11月8日，琉球国船隻「山原號」原本從那霸市航行到宮古島，卻因颶風漂流到臺灣東南端的八瑤灣。船上的倖存者上岸後，不慎進入了在臺灣東南部高士佛社、牡丹社、竹社之交界處被部落聯盟視為入侵者，因而遭到殺害。只有幾名船員在當地保力庄庄民的保護下倖存下來。山原號船上的69人中，共有3人在颶風中墜海溺死，54人因故被排灣族馘首，僅12人生還，隨後其中10被護送到福建省福州府，登上返唐船，另外2人返回那霸。，該事件此後也被稱為宮古島島民遭難事件、琉球漂流民殺害事件等。
島民慘遭折磨後，脖子以下的屍體隨即散落在雙溪口河岸邊。鄧天寶、林阿九、楊友望將倖存者送出後，用了一天的時間，建造了五座臺灣式土包子墓埋葬屍體，並舉行追悼會，而島民的顱則被安放在排灣族部落中進行祭祀。事發三年後的1874年，日本政府不顧英、美、清三國的反對，以此事為藉口強行出兵徵台的軍事行動，史稱牡丹社事件。
牡丹社事件後，西鄉從道在撤軍之前將44名死者頭顱帶走，據慣例，遺體本應交付清朝福州琉球館負責處理。然而，日方此次不依原先循柔遠驛處置的舊例，改從控制琉球的薩摩藩交付，由鹿兒島縣負責，從長崎市琉球藩官員交給琉球王府，最終則將遺體葬於那霸若狹上之毛地區。1898年3月，宮古島民的頭顱再次遷葬至波之上護國寺，並由當時的沖繩縣知事奈良原繁題字「臺灣遭害者之墓」。第二次世界大戰期間，該墓碑曾在沖繩島戰役受損，碑身仍有重彈之破損痕跡。
1980年（昭和55年）10月25日，護國寺對該墓碑進行修繕，並刻印了犠牲者的名字。墓前祭典邀請了救援者的後代楊添才（楊友旺之孫）、林錦榮（林阿九後代）、楊乙妹代（鄧天寶後代），以及宮古島的受害者遺族們也出席了活動。
根據當時的報紙報導，臨海寺、神宮寺、神應寺、神德寺、遍照寺、誓願寺、觀音寺、龍洞寺、仙壽院、善興寺、圓覺寺、天界寺、天王寺、崇元寺、真教寺等寺廟的僧侶聚集在護國寺，進行經文的朗誦後，由奈良原男爵、小川師範學校長以及其他志願者進行了祭文、詩歌、俳句等的朗讀，並進行了焚香和墓地竣工的慶典。師範學校的學生也整齊列隊，在祭場進行了焚香禮拜。
另外，關於死者頭顱的運送，在當時的文件中提到了內務卿伊藤博文、横山租税権助、林海軍大佐、內務大少丞、蕃地事務局長官（長崎）、琉球藩津波古親方、久志里之子親雲上、本永里之子親雲上、池城親方、浦添親方、宜野灣親方、伊江王子等人的名字。
2008年4月10日，臺灣遭害者之墓登錄那霸市文化財（市指定史跡）。

## 另見
- 大日本琉球藩民五十四名墓
- 石門古戰場
- 明治七年討蕃軍本營地
- 征蕃役戰死病歿忠魂碑
- 西鄉都督遺蹟紀念碑

## 外部連結
- 臺灣遭害者之墓 - 那霸市旅遊數據庫搜索 （页面存档备份，存于）